# テタイロア・マクミラン
テタイロア・マクミラン（Tetairoa McMillan, 2003年4月5日 - ）は、アメリカ合衆国ハワイ州ワイマナロ出身のプロアメリカンフットボール選手。NFLのカロライナ・パンサーズに所属している。ポジションはワイドレシーバー。

## 経歴

### ハイスクール
高校4年目のシーズンに88レシーブ、1,342レシーブヤード、18のレシービングTDを記録し、ゲータレード年間最優秀選手賞のファイナリストに選出された。
主要サイトから5つ星評価を受け、当初はオレゴン大学へ進学予定だったが、後にこれを撤回してアリゾナ大学へ進学した。

### カレッジ
1年目の2022年シーズンは12試合に出場して39レシーブ、702レシーブヤード、8つのレシービングTDを記録した。
2023年シーズン、アリゾナ州立大学戦で11レシーブ、266レシーブヤード、2つのレシービングTDを記録した。このシーズンは13試合に出場して90レシーブ、1,402レシーブヤード、10のレシービングTDを記録した。
2024年シーズンは12試合に出場して84レシーブ、1,319レシーブヤード、8つのレシービングTDを記録。シーズン終了後に2025年のNFLドラフトへアーリーエントリーした。3年間でアリゾナ大学の選手としては史上最多となる3,423レシーブヤードを記録した。

#### 個人成績
| 2022 | 12 | 8  | 39  | 702   | 18.0 | 8  |
| 2023 | 13 | 13 | 90  | 1,402 | 15.6 | 10 |
| 2024 | 12 | 12 | 84  | 1,319 | 15.7 | 8  |
| 通算 | 37 | 33 | 213 | 3,423 | 16.1 | 26 |

### カロライナ・パンサーズ
| 6 ft 4+1⁄8 in (193 cm)              | 219 lb (99 kg) | 31+1⁄2 in (80 cm) | 10 in (25 cm) | 4.53 s | 1.58 s | 2.62 s |
| All values from NFL Combine/Pro Day |                |                   |               |        |        |        |

2025年のNFLドラフトにて1巡目全体8位でカロライナ・パンサーズから指名された。